# Volksabstimmungen in der Schweiz 1960
Dieser Artikel bietet eine Übersicht der Volksabstimmungen in der Schweiz im Jahr 1960.
In der Schweiz fanden 1960 auf Bundesebene zwei Volksabstimmungen statt, im Rahmen zweier Urnengänge am 29. Mai und am 4. Dezember. Dabei handelte es sich um ein obligatorisches Referendum und ein fakultatives Referendum.

## Abstimmung am 29. Mai 1960

### Ergebnis
| Nr. | Vorlage                                                                                      | Art | Stimm- berechtigte | Abgegebene Stimmen | Beteiligung | Gültige Stimmen | Ja      | Nein    | Ja-Anteil | Nein-Anteil | Stände | Ergebnis |
| --- | -------------------------------------------------------------------------------------------- | --- | ------------------ | ------------------ | ----------- | --------------- | ------- | ------- | --------- | ----------- | ------ | -------- |
| 193 | Bundesbeschluss vom 24. März 1960 über die Weiterführung befristeter Preiskontrollmassnahmen | OR  | 1'488'779          | 580'472            | 38,99 %     | 557'424         | 432'219 | 125'205 | 77,54 %   | 22,46 %     | 22:0   | ja       |

### Weiterführung befristeter Preiskontrollen
In drei Volksabstimmungen verteidigte der Bund seine im Zweiten Weltkrieg erlangte Kompetenz, befristete Massnahmen zur Preiskontrolle weiterzuführen, zuletzt 1956. Im Jahr 1959 vertrat der Bundesrat die Auffassung, dass eine sofortige Aufhebung dieser Massnahmen ab 1961 sozial und wirtschaftlich nicht verantwortbar sei, weil dadurch die Mieten für Altbauwohnungen massiv in die Höhe schnellen würden. Deshalb sah er einen Abbau der Mietzinskontrolle bis 1964 vor, auch die Preisausgleichskasse zur Verbilligung der Milch sollte innerhalb von vier Jahren schrittweise abgebaut werden. Ferner entschlackte er die Verfassungsgrundlage für jene Massnahmen, die bereits durch den 1947 angenommenen Wirtschaftsartikel abgedeckt waren (dies betraf insbesondere Zölle und Importkontingente). Im Parlament scheiterte ein Rückweisungsantrag der Linken, doch die Räte entschärften die Vorlage, indem sie nur den schrittweisen Abbau der Mietzinskontrolle festschrieben, nicht aber deren Abschaffung. Im Vorfeld der Abstimmung wurde der erzielte Kompromiss nicht ernsthaft in Frage gestellt, denn alle grösseren Parteien unterstützten die Vorlage. Entsprechend war die Stimmbeteiligung sehr tief, und die Vorlage schaffte das Volks- und Ständemehr überaus deutlich.

## Abstimmung am 4. Dezember 1960

### Ergebnis
| Nr. | Vorlage | Art | Stimm- berechtigte | Abgegebene Stimmen | Beteiligung | Gültige Stimmen | Ja      | Nein    | Ja-Anteil | Nein-Anteil | Stände | Ergebnis |
| --- | --- | --- | ------------------ | ------------------ | ----------- | --------------- | ------- | ------- | --------- | ----------- | ------ | -------- |
| 194 | Bundesbeschluss vom 30. Juni 1960 betreffend die Änderung des Bundesbeschlusses über zusätzliche wirtschaftliche und finanzielle Massnahmen auf dem Gebiete der Milchwirtschaft | FR  | 1'493'734          | 743'794            | 49,79 %     | 710'124         | 400'104 | 310'020 | 56,34 %   | 43,66 %     | –      | ja       |

### Massnahmen für die Milchwirtschaft
Das 1954 in Kraft getretene Landwirtschaftsgesetz garantierte den Bauern existenzsichernde Preise für ihre Produkte, wobei die Milchwirtschaft mit einem Anteil von rund einem Drittel am Ertrag eine Schlüsselrolle einnahm. Aufgrund der stark steigenden Milchproduktion reichten die vom Gesetz vorgesehenen Einnahmequellen nicht aus, um die Kosten des Bundes für die Verbilligung der Milch zu decken. Daraufhin folgten verschiedene Massnahmen, um die «Milchschwemme» in den Griff zu bekommen. Da dies nicht ausreichte, beschloss der Bundesrat 1960, den Rückbehalt zur Finanzierung der Verwertungsmassnahmen von 2,5 auf 3 Rappen je Liter zu erhöhen. Als das Parlament dem zustimmte, ergriff das «Aktionskomitee für unseren Bauernstand» das Referendum; Unterstützung erhielt es dabei vom LdU und von der Migros. Sie kritisierten, die Vorlage verursache Einkommensverluste und sei sozial fragwürdig, weil Bergbauern gleich viel zahlen müssten wie Bauern im Tal. Insbesondere sahen sie in der Ergänzung des Milchbeschlusses ein Beispiel für das Versagen einer überregulierten Landwirtschaft. Zu den Befürwortern gehörten die meisten anderen Parteien. Sie bezeichneten die Vorlage als Beitrag gegen die Milchschwemme und kritisierten vor allem Migros-Gründer Gottlieb Duttweiler, der sich als Bauernfreund ausgebe, aufgrund seiner früheren landwirtschaftsfeindlichen Positionen jedoch unglaubwürdig sei. Die Abstimmung resultierte in einer komfortablen Zustimmung, Nein-Mehrheiten gab es in den katholischen Kantonen der Zentralschweiz sowie in der Ostschweiz.